# Marcolino Moco
Marcolino Moco, född 1953, är en angolansk politiker. Han var Angolas premiärminister under åren 1992 –1996 och tillhörde MPLA. Moco sades upp från tjänsten av president José Eduardo dos Santos. Åren 1996–2000 arbetade han på Community of Portuguese Language Countries.[källa behövs]
År 2022 meddelade han att han stödjer Adalberto, ledare för UNITA, som presidentkandidat inför valet samma år.